# 6876 Беппефорті
6876 Беппефорті (6876 Beppeforti) — астероїд головного поясу, відкритий 5 вересня 1994 року.
Тіссеранів параметр щодо Юпітера — 3,581.